# Volvo B5254
Volvo B5254 är en bensinmotor tillverkad av Volvo, lanserad 1991 och  Volvos andra (efter B6304F, 1990) aluminiummotor. Motorn är femcylindrig med dubbla överliggande kamaxlar och fyra ventiler per cylinder. Dess slagvolym är 2435 cm³.
Motorn användes i den då nylanserade modellen Volvo 850 GLT, i årsmodellerna 1992-1995. Den låg sedan till grund för fler femcylindriga motorer med versioner 2-2,5 liters volym, 10 eller 20 ventiler och med eller utan turbo.

## Typmatris
| X  | Förklaring              |
| -- | ----------------------- |
| B  | Bensin                  |
| 5  | 5 cylindrar             |
| 25 | 2,435 liters slagvolym  |
| 4  | 4 ventiler per cylinder |
| S  | Sugmotor                |
| F  | Elektronisk insprutning |

"B5254" utläses enligt följande:
"B"=Bensin, "5"=5 cylindrar, "25"=2,5 liters cylindervolym, "4"=4 ventiler per cylinder, "S"=Sugmotor, "T"=Turbomotor